# Sikimisav
| Sikimisav |                                                                                     |
| \| \| 3D modellje \|                                                                                            |                                                                                     |
| IUPAC-név | (3R,4S,5R)-3,4,5-trihidroxiciklohex-1-én-1-karbonsav                                |
| Kémiai azonosítók                                                                                               |                                                                                     |
| CAS-szám | 138-59-0                                                                            |
| PubChem | 8742                                                                                |
| ChemSpider | 8412                                                                                |
| EINECS-szám | 205-334-2                                                                           |
| KEGG | C00493                                                                              |
| ChEBI | 16119                                                                               |
| SMILES | C1[C@H]([C@@H]([C@@H](C=C1C(=O)O)O)O)O                                              |
| InChI | 1S/C7H10O5/c8-4-1-3(7(11)12)2-5(9)6(4)10/h1,4-6,8-10H,2H2,(H,11,12)/t4-,5-,6-/m1/s1 |
| InChIKey | JXOHGGNKMLTUBP-HSUXUTPPSA-N                                                         |
| Beilstein | 2210055                                                                             |
| UNII | 29MS2WI2NU                                                                          |
| ChEMBL | 290345                                                                              |
| Kémiai és fizikai tulajdonságok                                                                                 |                                                                                     |
| Kémiai képlet                                                                                                   | C7H10O5                                                                             |
| Moláris tömeg                                                                                                   | 174,15 g/mol                                                                        |
| Olvadáspont | 185–187 °C                                                                          |
| Ha másként nem jelöljük, az adatok az anyag standardállapotára (100 kPa) és 25 °C-os hőmérsékletre vonatkoznak. |                                                                                     |
| | 3D modellje                                                                         |

A sikimisav, általánosabban ismert anionos formájában a sikimát, szerves vegyület, molekulájában ciklohexén, ciklitol és karbonsav funkció található. Fontos biokémiai metabolit növényekben és mikroorganizmusokban. Nevét a japán sikimi (シキミ, azaz japán csillagánizs, tudományos nevén Illicium anisatum) növényről kapta, amelyből először 1885-ben izolálta Johan Fredrik Eykman. Molekulaszerkezetét csaknem 50 évvel később határozták meg.
Az IARC listájára mint 3-as típusú biológiai vegyület került fel, amely a besorolás szerint az emberre nézve nem rákkeltő tulajdonságú, ám azt javasolják, hogy bizonyos magas sikimisav-tartalmú növényeket ne nyersen fogyasszunk, hanem főzés, sütés, pörkölés során hagyjuk, hogy a benne levő sikimisav elbomoljon.
Egyes hidrolizálható tanninokban a sikimisav alkotja a glikozidos részt.

## Bioszintézise
Foszfoenolpiruvát és eritróz-4-foszfát reakciójából 3-dezoxi-D-arabinoheptulozonát-7-foszfát (DAHP) keletkezik, DAHP szintáz enzim katalizációjával. A DAHP ezután – DHQ szintáz katalizálta reakcióban – 3-dehidrokináttá (DHQ) alakul át. Bár a reakció kofaktorként nikotinamid-adenin-dinukleotidot, azaz NAD-ot igényel, enzimatikus reakciók ezt regenerálják, így nettó felhasználása nem történik.

3-dehidrokinát bioszintézise foszfoenolpiruvátból és eritróz-4-foszfátból

A DHQ a 3-dehidrokinát dehidratáz enzim segítségével 3-Dehidrosikimisavvá dehidratálódik, amely aztán tovább redukálódik a sikimát dehidrogenáz aktivitása során, miközben nikotinamid-adenin-dinukleotid-foszfát, azaz NADPH használódik fel.

Sikimisav keletkezése 3-dehidrokinátból

## Sikimát útvonal

### Aromás aminosavak bioszintézise
A sikimisav útvonal 7 lépéses metabolizmus, amelyet baktériumok, gombák, algák, paraziták és növények alkalmaznak aromás aminosavak (fenil-alanin, tirozin és triptofán) szintetizálásához. Ez az útvonal állatokban nem található meg, ezért számukra a fenilalanin és triptofán esszenciális aminosavak, melyek csak táplálkozással vihetők be (az állatok képesek tirozint szintetizálni fenilalaninból, így az csak a fenilketonuriában szenvedő betegek esetében esszenciális, akik nem tudják hidroxilálni a fenilalanint.)
Az útvonal első enzime a sikimát kináz, ez a sikimisav ATP-függő foszforilációját katalizálja, hogy az sikimát-3-foszfáttá alakulhasson. A sikimát-3-foszfátot ezután az 5-enolpiruvilsikimát-3-foszfát (EPSP) szintáz enzim egy foszfoenolpiruváttal kapcsolja, így 5-enolpiruvilsikimát-3-foszfát keletkezik.
Ezt követően az 5-enolpiruvilsikimát-3-foszfát korizmáttá alakul, amit a korizmát szintáz enzim katalizál.
A következő lépésben a korizmátból – a korizmát mutáz által katalizált Claisen-átrendeződéssel – prefénsav szintetizálódik.
A prefenát oxidatív dekarboxilációja során a hidroxilcsoport retenciójával p-hidroxifenilpiruvát keletkezik, amely glutamát, mint nitrogénforrás felhasználásával transzaminálódik, így tirozin és α-ketoglutarát jön létre.

### Fenolikumok szintézisének kezdő pontja
A fenilalanin és a tirozin a fenolpropanoidok szintézisének perkurzorai. Fenolpropanoidokból képződnek később a flavonoidok, kumarinok, tanninok és ligninek. Az első belépő enzim a fenilalanin-ammónia-liáz (PAL) amely egy L-fenilalanint változtat transz-fahéjsavvá és ammóniává.

#### Galluszsav bioszintézis
A galluszsav 3-dehidrosikimátból keletkezik, melyet a sikimát dehidrigenáz enzim 3,5-didehidrosikimáttá alakít, majd ez utóbbi vegyület spontán galluszsavvá rendeződik át.

### Más vegyületek
A sikimisav még az alábbi vegyületek prekurzor:
- indol, az indolból származtathatóak aminosavak, aromás aminosavak, egyik fontosabbikuk a triptofán, amelyből alakulnak más, pszichedelikus, hallucinogén vegyületek is, mint a dimetil-triptamin
- sok más alkaloid és aromás anyagcseretermék

#### Mikrospóraszerű aminosavak
Apró, másodlagos metabolitok, amelyeket erősen napsütötte területeken élő szervezetek állítanak elő, általában tengeri életközösségekben.

## Felhasználás
A gyógyszeriparban a csillagánizsból való kivonatot használják (Illicium verum) amely alapanyaga az oseltamivir (Tamiflu) gyártásának. Bár a sikimisav megjelenik a legtöbb autotróf szervezetben, egy bioszintetikus intermedier így többnyire nagyon alacsony koncentrációban fordul elő. A csillagánizsból kivonható alacsony sikimisav mennyiséggel magyarázzák a 2005-ös oseltamivir hiányt is. Sikimisav kinyerhető az amerikai ámbrafából is amelyből Észak-Amerikában jelentős mennyiség található. De felhasználása arányaiban nem kifizetődő, mivel a belőle származtatható hozam, 1,5%. Például: 4 kg mag volna szükséges 14 doboz Tamiflu előállításához. Összehasonlításképpen, a csillagánizsból kinyert sikimisavból 3-7% hozamot kapunk. Egy 2010-es Maine Universityn végzett tanulmány szerint a sikimisav kivonható néhány fenyőtípus magjából is.
Aminosikimisav a sikimisav egy alternativája, az oseltamivir gyártásának egy kiinduló anyaga.

## Gyógyszerek-növényirtószerek előállítása
A sikimát felhasználható (6S)-6-Fluorosikimisav előállítására, amely egy olyan antibiotikum, amely képes gátolni az aromás bioszintetikus útvonalakat.
Glifozát, aktív összetevőként a herbicid szerekben, úgy hat, hogy megzavarja a növények sikimisav metabolizmusát. Specifikusabban, a glifozát gátol egy enzimet, az 5-enolpiruvilsikimát-3-foszfát szintáz-t (EPSPS).

## Lásd még
- Aminosikimát útvonal, egy újabb, alternatív sikimát útvonal.

## Könyvek
- The shikimate pathway, E. Haslam, 2 editions - first published in 1974
- Shikimic acid, E. Haslam, 1 edition - first published in 1993

## Fordítás
Ez a szócikk részben vagy egészben  a   Shikimic acid című angol Wikipédia-szócikk fordításán alapul.  Az eredeti cikk szerkesztőit annak laptörténete sorolja fel. Ez a jelzés csupán a megfogalmazás eredetét és a szerzői jogokat jelzi, nem szolgál a cikkben szereplő információk forrásmegjelöléseként.